# Вејверли (Флорида)
Вејверли (енгл. Waverly) насељено је место без административног статуса у америчкој савезној држави Флорида.

## Демографија
По попису из 2010. године број становника је 767, што је 1.16 (-60,2%) становника мање него 2000. године.
| Група             | 2000.         | 2010.       |
| Белци             | 1.327 (68,9%) | 343 (44,7%) |
| Афроамериканци    | 492 (25,5%)   | 351 (45,8%) |
| Азијати           | 3 (0,2%)      | 0 (0,0%)    |
| Хиспаноамериканци | 87 (4,5%)     | 64 (8,3%)   |
| Укупно            | 1.927         | 767         |